# Dehaasia cairocan
Dehaasia cairocan är en lagerväxtart som först beskrevs av António José Rodrigo Vidal, och fick sitt nu gällande namn av C.K. Allen. Dehaasia cairocan ingår i släktet Dehaasia och familjen lagerväxter. Inga underarter finns listade i Catalogue of Life.